# Janka Zirzen
Janka Zirzen, född 1824 i Jászberény, död 1909 i Budapest, var en ungersk lärare. Hon hade från 1869 till 1896 ansvaret för den statliga skolan för utbildning av kvinnliga lärare, vilket var den första högskoleutbildningen för kvinnor i Ungern. Hon mottog en kejserlig utmärkelse för sitt pionjärarbete för utbildning för kvinnor.